# 十眼銃
十眼銃是一種將一根長銃管由前至後裝了十份推進藥與彈丸的火銃。
火門也有十個，發射時由最前方的開始點火，如此可連續射擊十次。不過前面的彈丸因經過的銃管太短而命中率都不佳。十眼銃大概在十六世紀的明朝出現。